# Sergej Martynov
Sergej Martynov (ryska: Сергей Мартынов), född den 20 mars 1971, död 1997, var en rysk brottare som tog OS-silver i fjäderviktsbrottning i den grekisk-romerska klassen 1992 i Barcelona.